# Сухой Лопач

Сухой Лопач — река в России, протекает в Красновишерском и Чердынском районах Пермского края. Устье реки находится в 20 км по правому берегу реки Байдач. Длина реки составляет 20 км.
Исток реки на западных склонах Северного Урала в 38 км к северо-востоку от Красновишерска. Верховья расположены в Красновишерском районе, прочее течение — в Чердынском. От истока река течёт на север, затем резко поворачивает на юго-запад. Всё течение проходит в ненаселённой холмистой местности, покрытой лесом. Впадает в Байдач в урочище Колвинский Байдач.

## Данные водного реестра
По данным государственного водного реестра России относится к Камскому бассейновому округу, водохозяйственный участок реки — Кама от водомерного поста у села Бондюг до города Березники, речной подбассейн реки — бассейны притоков Камы до впадения Белой. Речной бассейн реки — Кама.
По данным геоинформационной системы водохозяйственного районирования территории РФ, подготовленной Федеральным агентством водных ресурсов:
- Код водного объекта в государственном водном реестре — 10010100212111100006642
- Код по гидрологической изученности (ГИ) — 111100664
- Код бассейна — 10.01.01.002
- Номер тома по ГИ — 11
- Выпуск по ГИ — 1